# Vier Brüder
Vier Brüder (Four Brothers) ist ein US-amerikanisches Action-Drama aus dem Jahr 2005.
Der Film ist eine sehr freie Neuverfilmung des Westerns Die vier Söhne der Katie Elder von Henry Hathaway aus dem Jahr 1965. 

## Handlung
Bei der Beerdigung ihrer scheinbar zufällig während eines Überfalls auf einen Lebensmittelladen ermordeten Adoptivmutter Evelyn treffen die vier Brüder Bobby, Angel, Jeremiah und Jack wieder zusammen. Sie stammten aus schwierigen Verhältnissen und Evelyn war ihre einzige Chance, aus dem Kinderheim zu kommen. Auf der Trauerfeier reden der Polizist Green und sein Partner auf die Brüder ein, dass die Aufklärung des Überfalls Sache der Polizei sei und die Brüder sich aus der Angelegenheit heraushalten sollten.
Trotzdem beginnen alle vier, besonders angetrieben durch Bobby, damit, Nachforschungen anzustellen, wobei sich schnell herausstellt, dass der Überfall nur eine Tarnung und die Ermordung ihrer Mutter geplant war. Eine sehr hohe Versicherungspolice sollte im Falle des Todes der Mutter an Jeremiah ausgezahlt werden, und Angel findet heraus, dass Jeremiah eine Firma hatte, die pleite war. Seine drei Brüder verdächtigen ihn daher, etwas mit dem Tod der Mutter zu tun zu haben, da er sich auch mit dem Gangster Victor Sweet eingelassen hat. Jeremiah erklärt ihnen aber wütend, dass beim Aufbau seiner Firma Sweet zwar mit einsteigen wollte; nachdem er dies aber ausgeschlossen habe, wurden ihm alle benötigten Kredite verweigert. 
Bei einem Stadtverordneten erfahren Bobby und Jack dann, dass Sweet hinter der Verweigerung der Kredite steckt und ihre Mutter versucht hat, deshalb gegen ihn vorzugehen. Dazu war sie bei der Polizei und erstattete Anzeige gegen Sweet bei einem Beamten namens Fowler. Gleichzeitig findet auch Green heraus, dass Evelyn mehr als eine Stunde mit Fowler geredet hat, was dieser bei den Ermittlungen jedoch nicht angegeben hatte.
Victor Sweet setzt nun bezahlte Auftragsmörder auf die vier Brüder an. Bei einer Schießerei kommt der jüngste Bruder Jack ums Leben, zugleich werden die Angreifer erschossen. Green interpretiert den Vorfall als einen „krasse[n] Fall von Notwehr“. Er und Bobby treffen sich, wobei Green versucht, Bobby bei seiner Selbstjustiz aufzuhalten. Er erklärt, dass er erst einen korrupten Polizisten stoppen will und sich dann selbst Sweet vornehmen möchte. In einem Billardclub des Gangsters spricht Green seinen Kollegen Fowler auf das Treffen mit Evelyn Mercer an, der ihn jedoch über Inhalt und Umfang des Gesprächs belügt. Green erkennt nun die Korruptheit Fowlers und schlägt ihn daraufhin mit einem Queue nieder, doch noch bevor Green beim Verlassen des Clubs sein Auto erreicht, wird er von Fowler erschossen.
Jeremiah macht nun den Vorschlag, Sweet das Geld aus der Lebensversicherung zu übergeben und dafür zu verlangen, dass die drei verbliebenen Brüder in Ruhe gelassen werden. Sweet geht darauf ein, alle drei sind sich aber im Klaren, dass sie ein Unterpfand brauchen. Angel überfällt unterdessen Fowler und setzt ihn fest. Angels Freundin läuft daraufhin zur Polizei und erklärt dort, dass ihr Freund einen Polizisten umbringen wolle, woraufhin diese in einem Großeinsatz Fowlers Haus umstellen.
Jeremiah wird unterdessen von Sweets Männern abgeholt und auf einen zugefrorenen See gefahren. Als Sweet sich freut, dass ihm so viel Geld geliefert wird und er jetzt nur den Boten zu entsorgen brauche, rebellieren plötzlich seine Leute gegen ihn: Jeremiah hatte ihnen unter Berufung auf alte Zeiten in der Gewerkschaft das Geld zugestanden, wenn sie sich gegen ihren jähzornigen und totalitären Boss wenden. Bei einem Boxkampf zwischen Sweet und Bobby unterliegt Sweet, und seine Männer werfen ihn danach in ein zuvor ausgesägtes Eisloch im zugefrorenen See, das eigentlich für Jeremiah gedacht war.
Angel verwickelt unterdessen Fowler in ein Gespräch, in welchem dieser den Mord an seinem Kollegen Green gesteht. Angel gibt vor, dass er mit der örtlichen Polizei verkabelt sei und alle mithören könnten, und unterstreicht dies mit einem versteckten Mikrofon. Fowler überwältigt Angel und will sich mit ihm als Geisel an den irritierten Polizisten vorbeiarbeiten, die das Haus umstellt haben, um ihn zu befreien. Da er nicht auf die Aufforderung reagiert, seine Geisel freizulassen, wird er erschossen. 
Alle drei Brüder befinden sich danach auf dem Polizeirevier und sollen dort durch Schläge zu einer Aussage genötigt werden. Die Polizei kann ihnen aber nichts nachweisen und muss sie daher laufen lassen. In der letzten Szene renovieren Bobby, Angel und Jeremiah Mercer das Haus ihrer verstorbenen Adoptivmutter. Bobby erscheint seine Adoptivmutter in einer Vision; sie fragt ihn, ob er diesmal länger bleiben werde, worauf er antwortet, er denke darüber nach.

## Kritik
„Ein Großstadt-Western mit vertraut anmutender Figurenkonstellation und Actionszenen, die an Selbstjustiz-Filme der 1970er-Jahre erinnern. Die Regie treibt die Rachegeschichte geradlinig und wenig subtil voran, wobei sie lediglich an den Genremustern interessiert ist.“

„Mit grimmigem Humor und Sinn für Atmosphäre inszenierte John Singleton ("Shaft – Noch Fragen?") das action- und spannungsgeladene Kriminalfilm-Remake des John-Wayne-Westernklassikers "Die vier Söhne der Katie Elder".“

„„Vier Brüder“ wirkt wie ein waschechter 70er-Jahre-Gangsterfilm, der allerdings in der Gegenwart spielt, - und ist ganz nebenbei das erste Blaxploitation Movie mit einem weißen Helden. Das hat Charme, der von dem atmosphärischen Funk- und Soul-Soundtrack zusätzlich gefördert wird. John Singleton gelang ein diskutierbarer, hochspannender urbaner „Western“, der weniger auf Realismus - denn der hält sich sehr in Grenzen - als auf Atmosphäre und Stil baut.“

## Auszeichnungen
Regisseur John Singleton gewann einen Image Award.